# Maxwell Fry
Edwin Maxwell Fry (2 août 1899 - 3 septembre 1987) est un architecte, écrivain et peintre moderniste britannique.
Initialement formé au style architectural néoclassique, Fry développe un nouveau style moderniste et pratique avec d'éminents collègues, dont Walter Gropius, Le Corbusier et Pierre Jeanneret. Fry a une influence majeure sur une génération de jeunes architectes.
Dans les années 1940, il conçoit des bâtiments pour les pays d'Afrique de l'Ouest qui font alors partie de l'Empire britannique, notamment le Ghana et le Nigeria. Dans les années 1950, lui et son épouse, l'architecte Jane Drew, travaillent pendant trois ans avec Le Corbusier sur un projet ambitieux visant à créer la nouvelle capitale du Pendjab, à Chandigarh.
Les œuvres de Fry en Grande-Bretagne vont des gares ferroviaires aux maisons privées en passant par les sièges sociaux de grandes entreprises. Parmi ses œuvres les plus connues au Royaume-Uni figurent les appartements Kensal House à Ladbroke Grove, Londres, conçus avec Walter Gropius, qui visent à fournir des logements de haute qualité à faible coût, sur lesquels Fry et Gropius ont également collaboré avec Elizabeth Denby pour établir de nouvelles normes.
Il a écrit des livres critiques et descriptifs sur l'urbanisme et l'architecture, notamment son Art in a Machine Age. Son dernier livre Esquisses autobiographiques porte sur sa vie depuis son enfance jusqu'au moment de son mariage avec Jane Drew.

## Biographie

### Premières années
Maxwell Fry est né à Liscard, Cheshire (aujourd'hui Merseyside). Il décrit son père, Ambrose Fry, né au Canada comme un « homme d'affaires avec toutes sortes de fers au feu – produits chimiques, électricité, vieilles propriétés... » ; il mentionne vivre dans une maison mitoyenne transformée par son père surplombant la cathédrale de Liverpool et son premier emploi est dans l'usine de son père, la Liverpool Borax Co. à Edge Street. Il a deux sœurs aînées, Muriel et Nora, et un frère cadet, Sydney. Pour sa famille et ses amis, il est connu sous le nom de Maxi ou Max.
Fry fait ses études au Liverpool Institute High School. Il sert dans le régiment King's Liverpool à la fin de la Première Guerre mondiale. Après la guerre, il reçoit une bourse d'ancien militaire qui lui permet d'entrer à l'école d'architecture de l'Université de Liverpool en 1920, où il est formé au « suave classicisme néo-géorgien » du professeur Charles Reilly. L'urbanisme est un élément important du cours, et Fry conserve un intérêt pour cette matière tout au long de sa carrière. Il obtient son diplôme avec mention en 1923. L'année suivante, il travaille brièvement à New York avant de retourner en Angleterre pour rejoindre le cabinet de Thomas Adams et F. Longstreth Thompson, spécialistes de l'urbanisme.

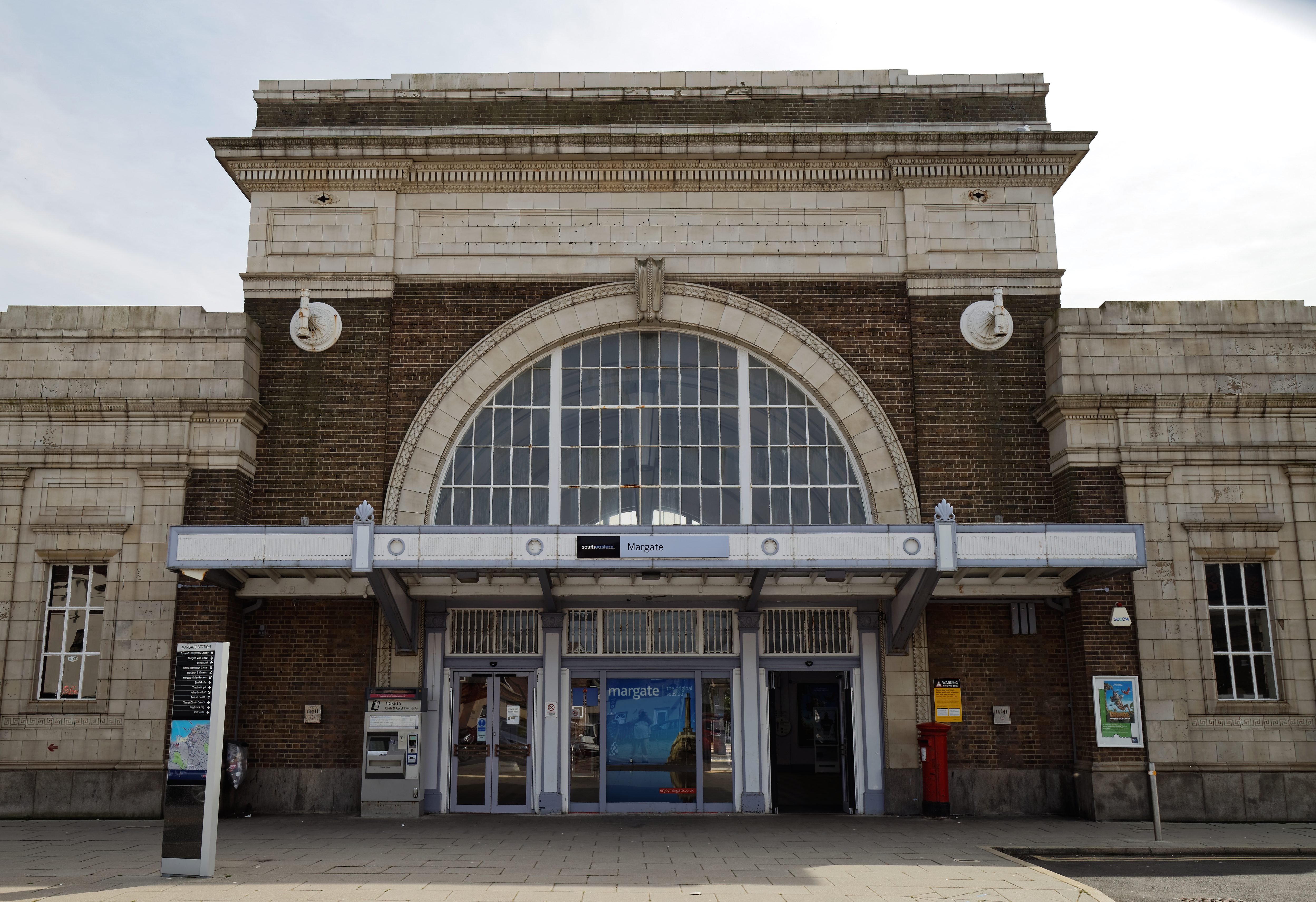
Façade de la gare de Margate

Il est ensuite assistant au département d'architecte du Southern Railway, où, en 1924-1926, il travaille sur trois gares de style néo-classique, à Margate, Ramsgate et Dumpton Park les deux premiers (tous deux dans le Kent) sont classés Grade II.
En 1926, il épouse sa première épouse Ethel Leese (née Speakman). Elle est divorcée, auparavant mariée au joueur de cricket du Lancashire Charles Leese (1889-1947) et âgée de 38 ans lorsqu'ils se marient. Le mariage n'est pas heureux et il note qu'elle est une fumeuse invétérée. Ils ont une fille, Ann Fry.
Il retourne chez Adams and Thompson en 1930 en tant qu'associé.

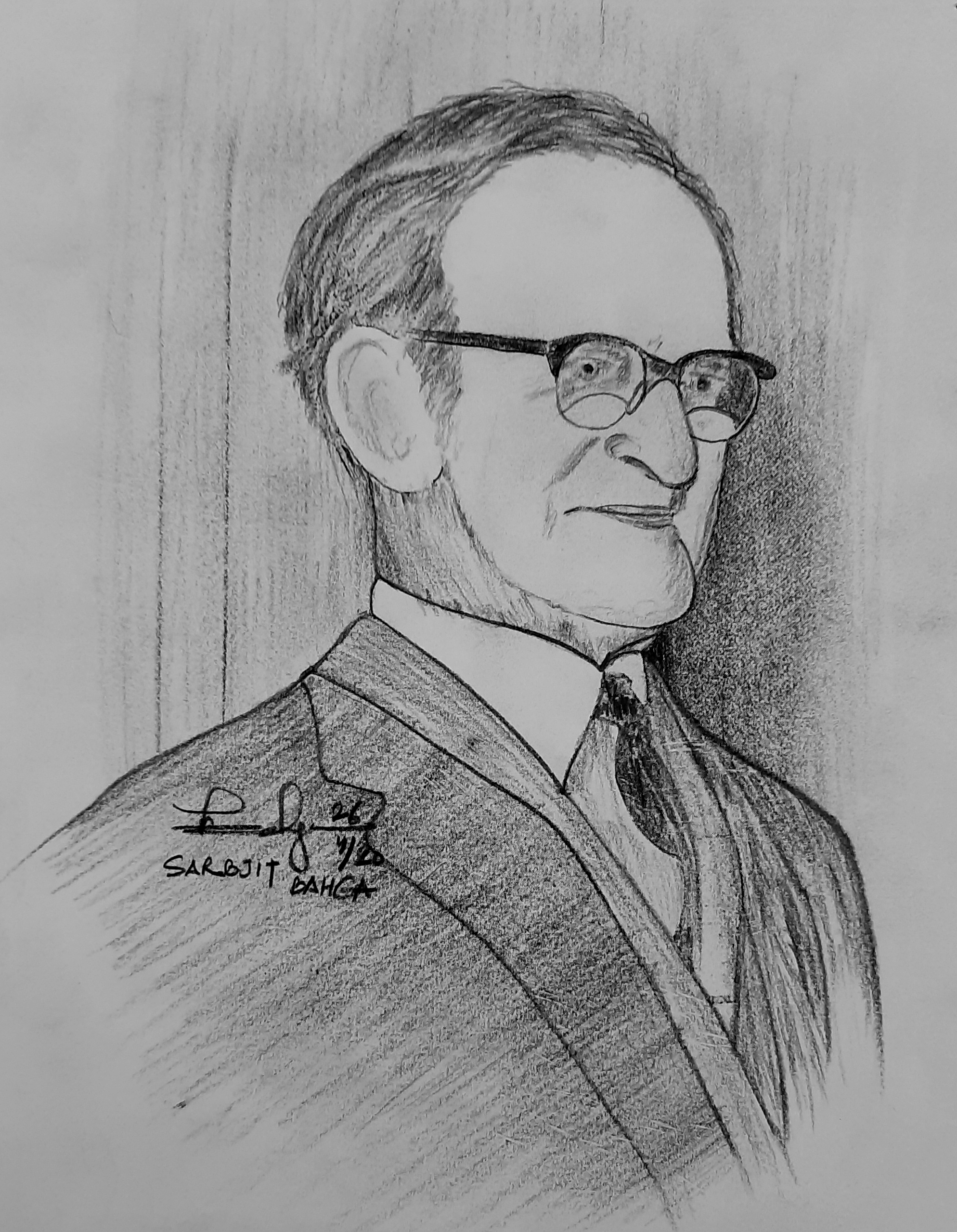
Un croquis au crayon de Maxwell Fry

### Modernisme
Dans une étude de 2006 sur Fry dans le Journal of the Society of Architectural Historians, R.W. Liscombe écrit que Fry, frustré par le conservatisme dominant de l'architecture et de la société britanniques, renonce au néoclassicisme de Reilly en faveur d'un « langage de conception fonctionnaliste indépendant modifié à partir du principaux ancêtres allemands et français du mouvement moderne ». Le biographe de Fry, Alan Powers, écrit que le changement dans les vues esthétiques de Fry s'est produit progressivement ; il continue à concevoir dans le style néoclassique pendant quelques années : « En tant qu'associé d'Adams, Thompson and Fry, il conçoit un village-jardin à Kemsley près de Sittingbourne en 1929, et une maison à Wentworth, Surrey, en 1932, dans le style néo-géorgien raffiné typique de l'école de Liverpool. Wells Coates, un collègue d'Adams, Thompson and Fry, tente d'enthousiasmer Fry avec l'exemple de Le Corbusier, mais sa conversion au modernisme, selon les mots de Powers, « est venue principalement grâce à son adhésion à la Design and Industries Association, qui l'introduit vers des logements allemands modernes... [Fry] est également influencé par le Congrès international d'architecture moderne et est étroitement impliqué dans sa branche anglaise, le Modern Architectural Research (MARS) Group, après sa création en 1933. ". Même après son adhésion au modernisme, Fry reste passionné par l'architecture néoclassique, apportant son soutien à une campagne visant à préserver la Carlton House Terrace de Nash dans les années 1930.

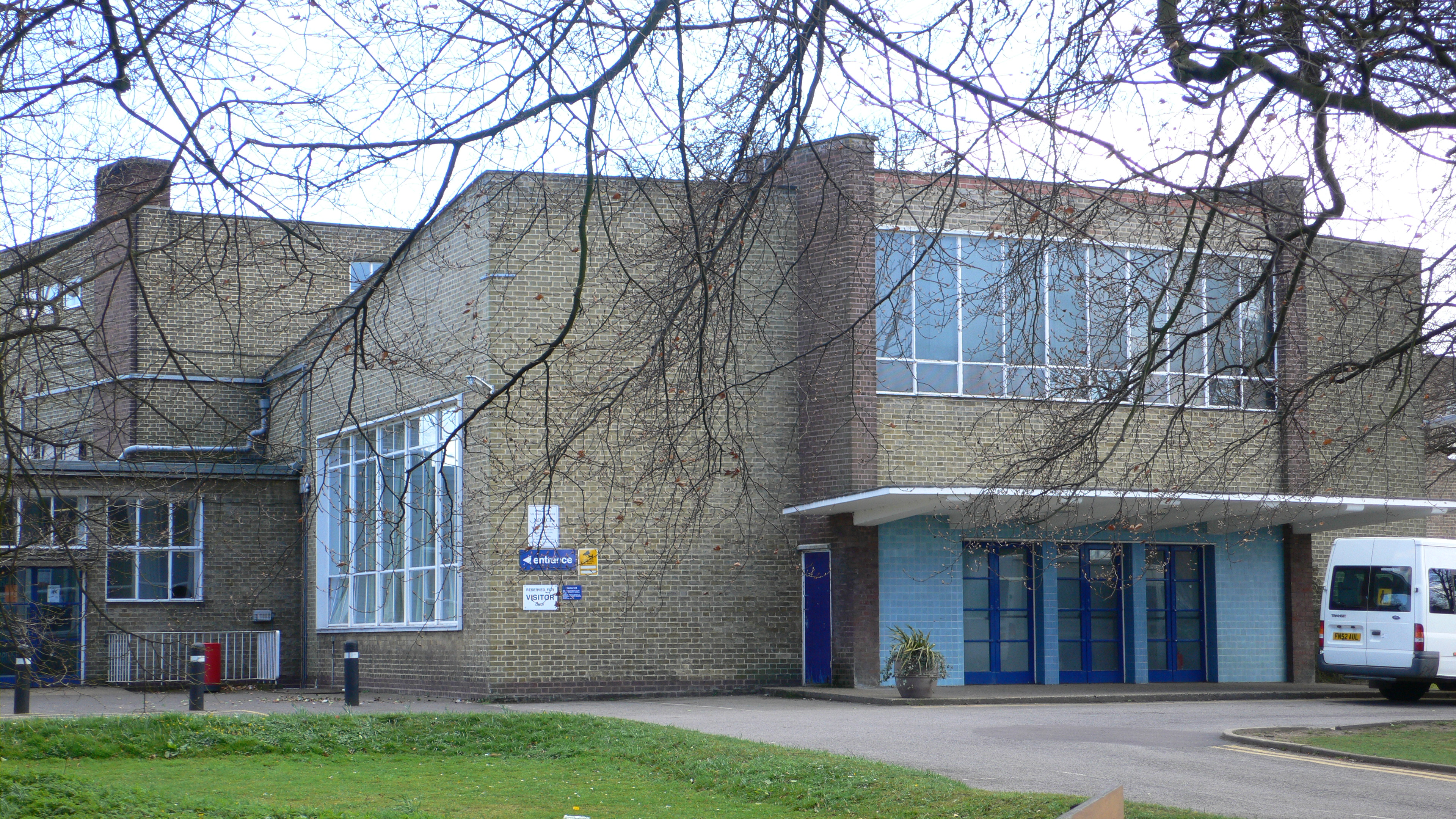
Collège du village d'Imington

Fry est l'un des rares architectes modernistes britanniques travaillant en Grande-Bretagne dans les années trente ; la plupart sont des immigrants d'Europe continentale, d'où le modernisme est originaire. Parmi eux se trouve Walter Gropius, ancien directeur du Bauhaus, qui fuit l'Allemagne nazie en 1934 et avec qui Fry ouvre un cabinet à Londres la même année. Le partenariat dure jusqu'en 1936, lorsque Gropius, recevant des offres de travail de l'Université Harvard, décide d'émigrer aux États-Unis. Gropius voulait que Fry l'accompagne, disant que "votre pays sera en guerre", mais bien que Fry ait accepté, il "ne pouvait pas faire face à la perspective d'être un réfugié, même honorablement accompagné". Parmi leurs travaux communs figure la collège d'Impington, Cambridgeshire : Gropius crée la conception originale, et Fry la révise et supervise la construction après le départ de Gropius.
Fry rencontre pour la première fois la pionnière réformatrice sociale Elizabeth Denby en 1934, qu'il décrit comme « une petite femme dynamique » lors d'une fête dans l'atelier d'Henry Moore. Denby a une marraine, Mozelle Sassoon, pour les appartements – RE Sassoon House – qu'ils a conçus dans le cadre d'un domaine ouvrier autour du Pioneer Health Centre à Peckham, Londres. Ces logements sociaux agréables à coût minimum de Sassoon House sont sa première collaboration avec Denby. Il travaille à nouveau avec Denby pour créer Kensal House, à Ladbroke Grove, Londres, sur un coin de terrain désaffecté appartenant à la Gas Light and Coke Company entre le Grand Union Canal et la voie ferrée. Le projet est achevé en 1937. Fry planifie de manière opportuniste que les immeubles s'incurvent devant le site d'un gazomètre désaffecté qui comprend alors une école maternelle, et sa conception simple remporte le concours pour ce projet. Le résultat est un domaine spacieux pour la classe ouvrière avec des équipements partagés modernes, qui établit de nouvelles normes pour l'époque. Fry admet dans ses Esquisses autobiographiques que pendant leur travail ensemble, son enthousiasme pour leur travail sur le projet était pendant un certain temps impossible à distinguer de son enthousiasme pour elle, distrait par les « tristes insuffisances » de son propre mariage : mais il a rompu la relation parce qu'il a admis "... Je n'ai pas réussi à la reconnaître publiquement et nous avons tous deux été blessé de manière irréparable."/
Parmi les bâtiments bien connus de Fry des années 1930 figurent la Sun House, Frognal Lane, Hampstead (1936) et Miramonte à New Malden, Kingston, Surrey (1937). Sa nécrologie pour The Times écrit à propos de cette période que « les places dans le cabinet de Fry étaient très recherchées par les jeunes gens enthousiastes de la profession. Beaucoup de ceux qui se sont distingués plus tard sont passés par cette période et n'ont jamais oublié l'influence précoce de Fry sur eux. ».
De 1937 à 1942, Fry travaille comme secrétaire, avec Arthur Korn comme président, au sein du comité directeur du plan du groupe MARS pour le réaménagement du Londres d'après-guerre, dont les résultats sont décrits dans son ouvrage de 1944 Fine Building. Le plan est décrit par Dennis Sharp, l'un des collaborateurs de Fry, comme « franchement utopique et socialiste dans son concept ».
En 1939, Fry devient membre du Royal Institute of British Architects.
Pendant la Seconde Guerre mondiale, il sert dans les Royal Engineers, terminant la guerre avec le grade de major.

### Années 40 et après-guerre

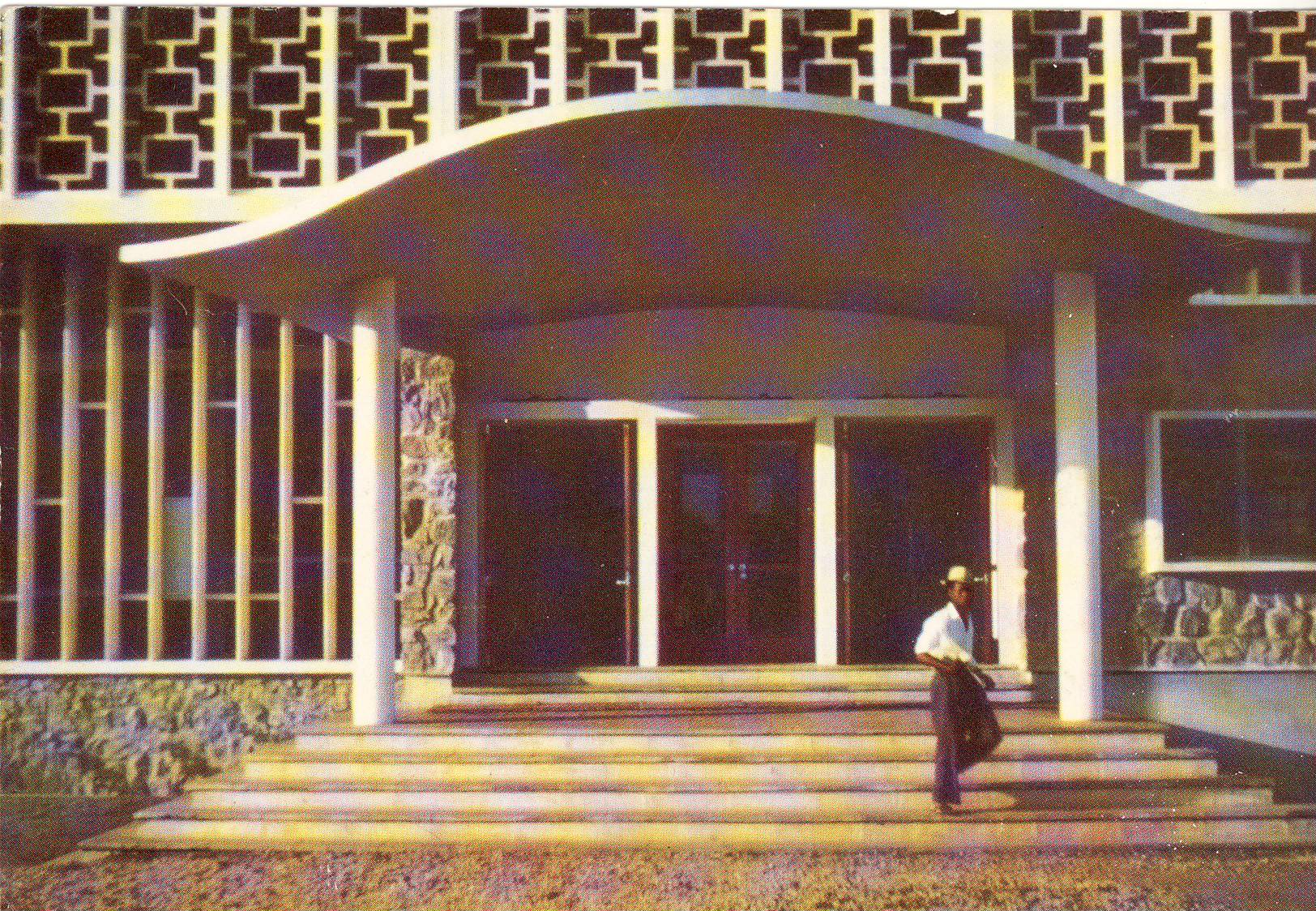
Bibliothèque Kenneth Onwuka Dike, Université d'Ibadan (Nigéria)

En 1942, récemment divorcé de sa première femme, Fry épouse l'architecte Jane Drew, qu'il a rencontrée lors de ses travaux sur le plan MARS. Elle partage le zèle de Fry pour la modernisation architecturale et sociale, et ils deviennent partenaires professionnels et personnels, fondant Fry, Drew and Partners, qui existe de 1946 à 1973. Leur premier travail ensemble est pour le gouvernement britannique, dans ses colonies d’Afrique de l’Ouest. En 1944, Fry est nommé conseiller en urbanisme auprès de Philip Cunliffe-Lister, ministre résident de l'Afrique occidentale britannique. Drew est engagé comme assistant de Fry. Leurs affectations officielles se poursuivent jusqu'en 1946, lorsque Fry et Drew fondent un cabinet privé. Bien que basés à Londres, la plupart de leur travail au cours des années suivantes continue à se dérouler en Afrique de l'Ouest pour le compte des autorités coloniales britanniques. Les Fry ouvrent un bureau au Ghana (alors connu sous le nom de Gold Coast) et travaillent là-bas et au Nigeria, principalement dans des établissements d'enseignement, et souvent en partenariat temporaire avec d'autres architectes britanniques. Le Times considère que l'œuvre la plus remarquable de Fry en Afrique de l'Ouest est l'Université d'Ibadan.
En 1951, Fry et Drew rejoignent un projet ambitieux visant à planifier et créer une nouvelle ville, Chandigarh. Avec la partition de l’Inde, la partie indienne du Pendjab a besoin d’une nouvelle capitale. Fry et sa femme sont chargés d'assurer la participation de Le Corbusier au projet. Il a auparavant décliné les invitations, mais Fry et Drew lui rendent visite à Paris et obtiennent son accord pour les rejoindre. Il prend en charge la conception des principaux bâtiments gouvernementaux et juridiques de la nouvelle capitale et conseille sur le plan directeur de la ville. Avec Pierre Jeanneret et une équipe d'architectes locaux, les Fry travaillent dans le cadre du plan de Le Corbusier visant à créer Chandigarh ; ils y passent trois ans, concevant des logements, un hôpital, des collèges, un centre de santé, des piscines et des commerces.
Fry et Drew collaborent souvent et sont des amis proches d'Ove Arup, le fondateur de la société d'ingénierie Arup. La principale commande britannique du couple est le siège de Pilkington Glass à St. Helens, Lancashire,. Le bâtiment comprend un certain nombre de commandes d'art moderniste avec des œuvres de Victor Pasmore. Fry et Drew embauchent un certain nombre de jeunes associés et le cabinet atteint finalement une taille considérable. Cependant, selon la nécrologie du Times, « dans ces nouvelles circonstances, son talent personnel est en quelque sorte submergé, et le travail de l'entreprise qui porte son nom, bien que de qualité acceptable, n'est pas facile à distinguer du travail moderne et compétent réalisé par de nombreuses autres entreprises. L'originalité de Fry et son éclat en tant que designer sont beaucoup moins évidents que dans ses bâtiments d'avant-guerre.

### Dernières années
Fry est également peintre, écrivain et poète. Dans les années 1950, il fréquente la communauté des artistes surréalistes réunie dans la villa de William et Noma Copley à Longpont-sur-Orge en banlieue parisienne. Fry et Drew sont les amis d'artistes contemporains tels que Henry Moore, Barbara Hepworth, Ben et Winifred Nicholson, Victor Pasmore, Eduardo Paolozzi et l'auteur Richard Hughes. Fry est élu membre de la Royal Academy of Arts en 1966 et passe RA en 1972. Il expose à la Royal Academy Summer Exhibition, a une exposition personnelle en 1974 à la Drian Gallery de Londres et continue à peindre jusqu'à sa retraite. Il siège au conseil du Royal Institute of British Architects, dont il est vice-président en 1961-1962. Il reçoit la médaille d'or royale de l'institut en 1964. Il siège également à la Royal Fine Arts Commission et au conseil de la Royal Society of Arts. Il est nommé CBE en 1955, est élu membre correspondant de l'Académie Flamande en 1956 et membre honoraire de l'American Institute of Architects en 1963. Il est titulaire d'un LLD honoraire de l'Université d'Ibadan et, vers la fin de sa vie, il devient professeur d'architecture à la Royal Academy,.
À sa retraite en 1973, Fry et sa femme quittent Londres pour s'installer dans un chalet à Cotherstone, dans le comté de Durham, où il est décédé en 1987 à l'âge de 88 ans.

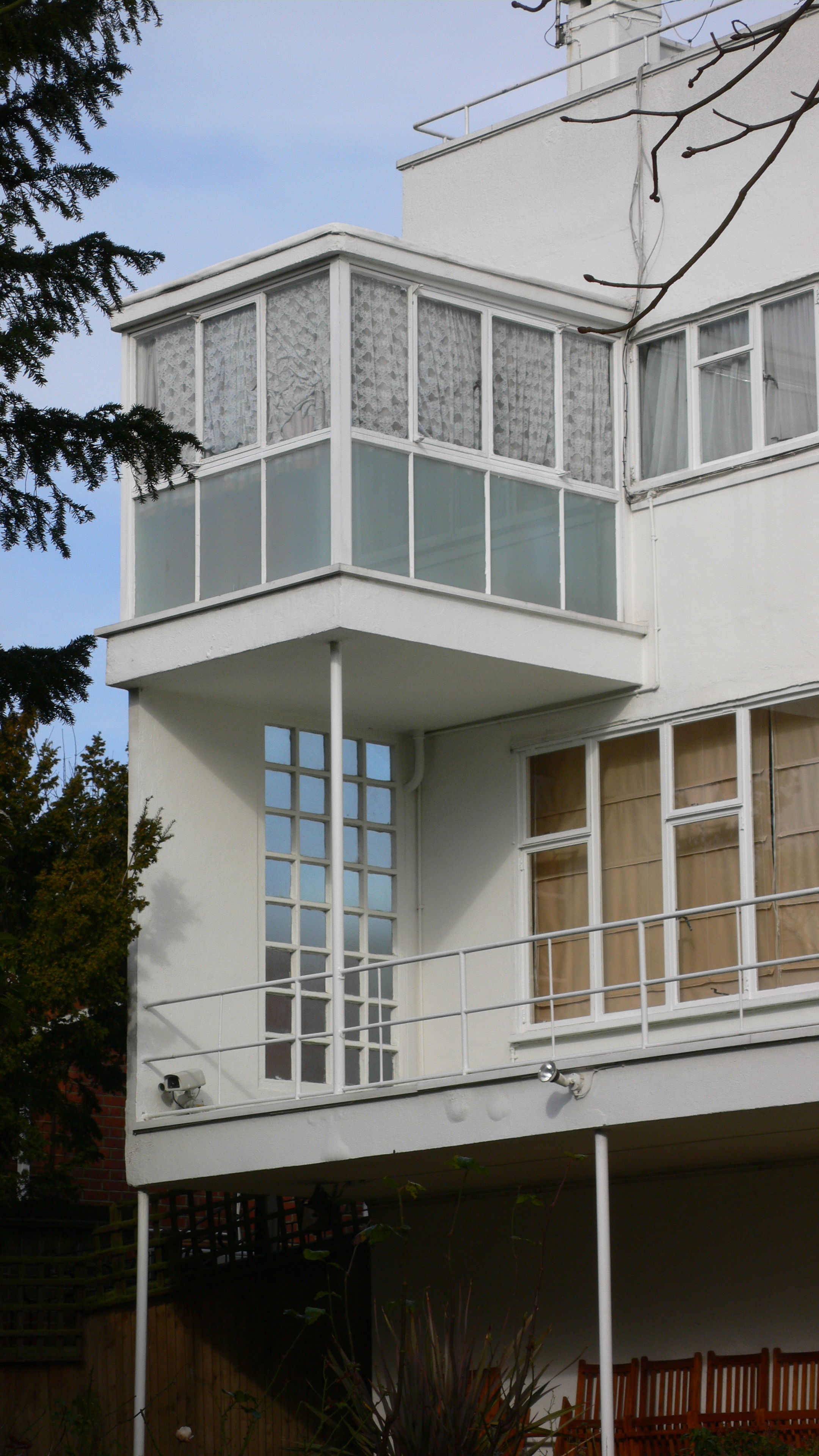
La Maison du Soleil, Hampstead, Londres
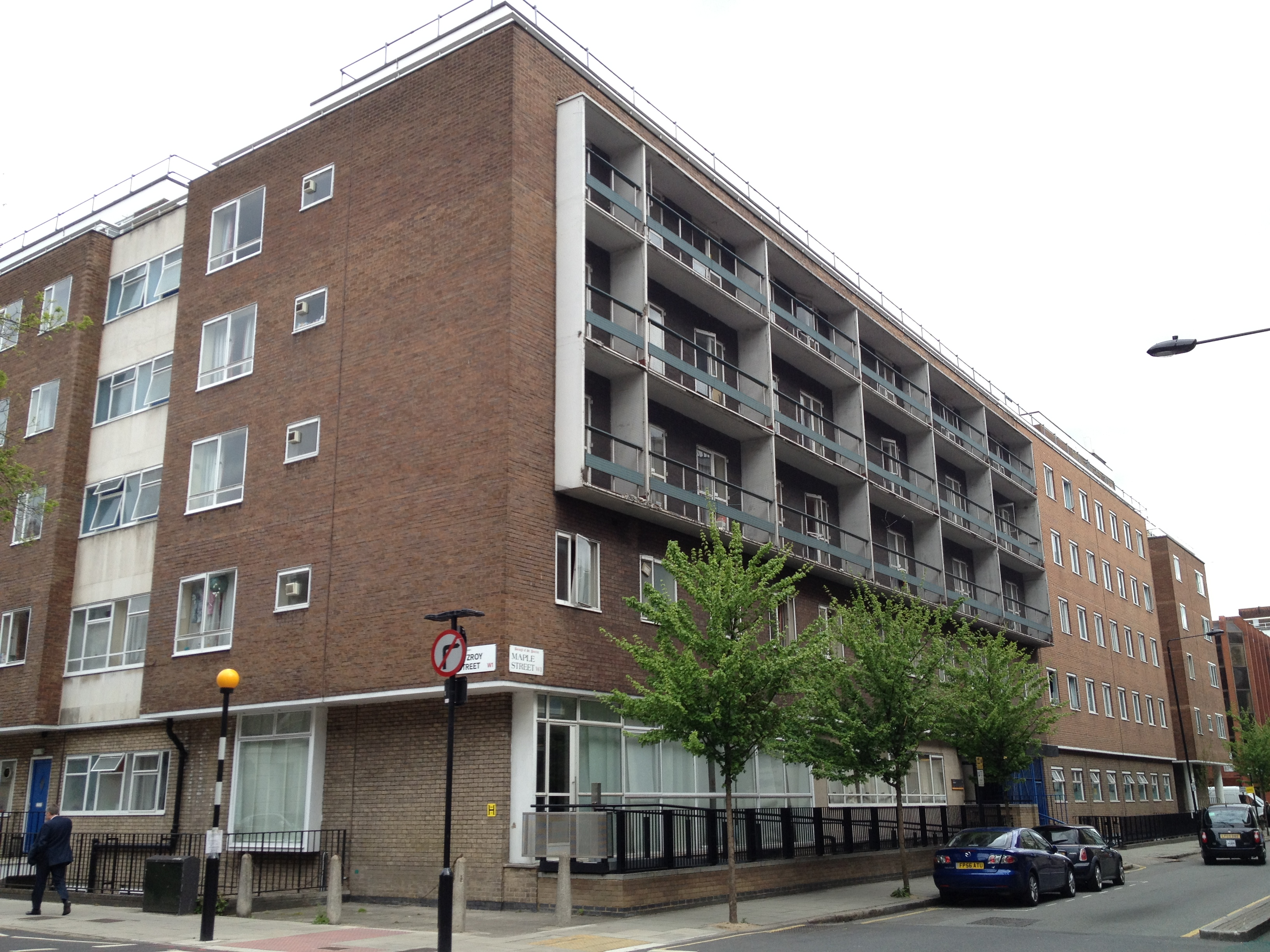
Ramsay Hall, Londres
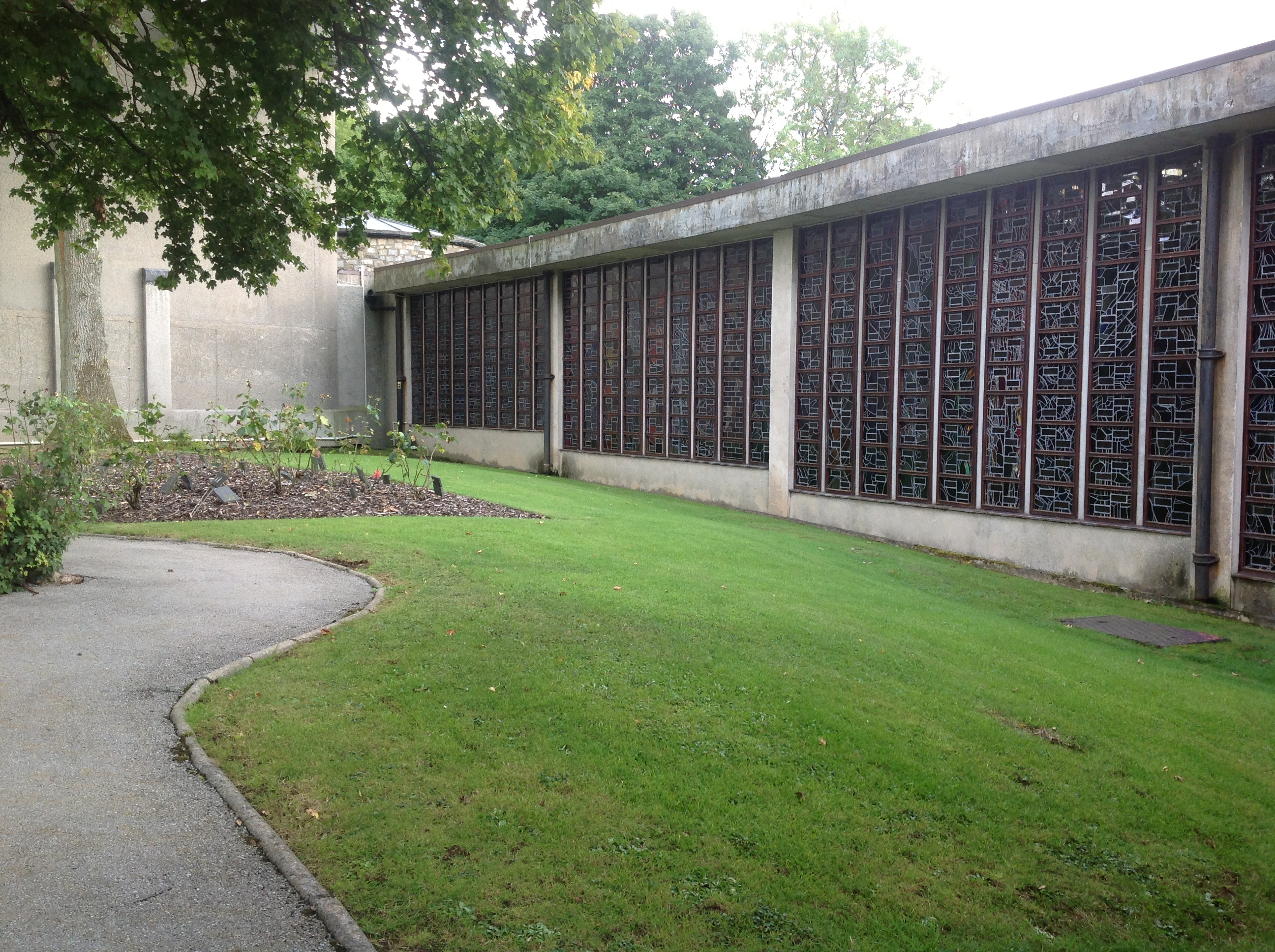
Capel Crallo, crématorium de Coychurch, Mid-Glamorgan

### Livres
- (avec Thomas Adams, Francis Longstreth Thompson et James WR Adams) Recent Advances in Town Planning. Londres : J. & A. Churchill, 1932. OCLC4377060
- Fine Building. Londres : Faber & Faber, 1944. OCLC1984391
- (avec Jane Drew) Architecture for Children. Londres : George Allen et Unwin, 1944. OCLC 559791804 (réédité en 1976 sous le titre Architecture and the Environment)
- (avec Jane Drew et Harry L. Ford) Village Housing in the Tropics: with special reference to West Africa. Londres : Lund Humphries, 1947. OCLC53579274
- (avec Jane Drew) Tropical Architecture in the Humid Zone. Londres : Batsford, 1956. OCLC718056727
- (avec Jane Drew) Tropical Architecture in the Dry and Humid Zones. Londres : Batsford, 1964. OCLC155707318
- Art in a Machine Age: A Critique of Contemporary Life through the Medium of Architecture Londres : Methuen, 1969.  (ISBN 0-416-04080-2)
- Tapestry and Architecture: An Address Given at the Opening of an Exhibition of Tapestries by Miriam Sacks at the Ben Uri Gallery 22 October 1969. Londres : Keepsake P., 1970. (ISBN 0-901924-09-1)
- Autobiographical Sketches, Londres : Elek, 1975. (ISBN 0-236-40010-X)
- (avec Jane Drew) Architecture and the Environment, Londres : George Allen et Unwin, 1976. (ISBN 978-0-04-720020-5) (Réédition de lArchitecture for Children)